# Bruno Abbatini
Bruno Abbatini (Sinh ngày 30 tháng 6 năm 1938 tại Genzano di Roma - Mất ngày ngày 31 tháng 3 năm 2017 tại Albano Laziale) là một cố cầu thủ và huấn luyện viên bóng đá người Ý. Ông từng chơi bóng tại các vị trí Tiền vệ và Tiền đạo.

## Sự nghiệp
Ông đã chơi cho các câu lạc bộ Ostia Mare, Tevere Roma, AS Roma, Cesena, Padova, Avellino và Sora. Ông từng là huấn luyện viên của các câu lạc bộ Cynthia, Aprilia, Nemi, Viterbese và Cassino.